# IBA GROUP
IBA GROUP je mezinárodní IT společnost založená v roce 1993.  Hlavním zaměřením společnosti je návrh, tvorba a vývoj  podnikových aplikací, mainframe systémy, cloud technologie, SAP a RPA/ML řešení.
Od roku 2005 je centrála společnosti v Praze v České republice. Společnost má obchodní zastoupení v 15 zemích a vývojová centra v 10 zemích.

## Historie
IBA GROUP byla založena v roce 1993 jako společný podnik typu joint venture mezi společností IBM a místními IT společnostmi.
V roce 1998 společnost expandovala do USA, kde otevřela svoji kancelář v Mountain View v Kalifornii (IBA USA). V roce 1999 bylo otevřeno vývojové centrum v Praze v České republice (IBA CZ) a vývojové centrum v Limassolu na Kypru (IBA Development). V roce 1999  došlo k vypořádání majetkových vztahů se společnosti IBM, která již nemá žádný podíl v IBA, ale stále zůstává jako její  hlavní obchodní partner.
V dalších letech IBA otevřela pobočky v německém Düsseldorfu a to v roce 2000 (IBA IT GmbH) a v roce 2005 svoji centrálu v Praze.  V tomto roce došlo také k rozšíření společnosti IBA CZ o pobočku v Brně.
V roce 2010 otevřela IBA GROUP svoji pobočku v Astaně. (IBA Kz) a v roce 2012 na Ukrajině (IBA Ukraine).
2013 byla v Johannesburgu v Jižní Africe byla založena pobočka IBA South Africa.  V roce 2014 se IBA GROUP připojila k International Association of Outsourcing Professionals (IAOP – Mezinárodní asociace profesionálů v outsorcingu).
V roce 2015 expandovala IBA GROUP na Slovensko a to otevřením své pobočky v Bratislavě (IBA Slovakia). V roce 2017 se IBA CZ přestěhovala do nových kanceláří v Praze, a ve stejném roce otevřela IBA GROUP své vývojové centrum v Bulharsku. V roce 2018 se IBA GROUP připojila k síti UN Global Compact, a v roce 2021 se společnost stala rezidentem Astana Hub Technopark a otevřela vývojové centrum v polské Wroclawi (IBA Poland).
Společnost expandovala i do dalších zemí a v roce 2022 otevřela své kanceláře v Gruzii, Chorvatsku, Litvě a Srbsku. V roce 2023 byla v Polsku ve Varšavě otevřena pobočka (IBA Poland).

## IBA GROUP v České republice a na Slovensku
IBA GROUP založila pobočku IBA CZ v Praze již v roce 1999 a v 2005 ji expandovala do Ostravy. V tomto roce společnost také přesunula své sídlo do hlavního města Prahy. IBA GROUP následně rozšířila své pobočky, o pobočku na Slovensku – v Bratislavě (2015).
V roce 2018 IBA CZ získala status zlatého partnera Microsoft Gold Certified Partner – Application Development (Vývoj aplikací).

## Technologie
IBA GROUP má široké portfolio technologií, které dokáže nabídnout svým klientům a pro jejich zajištění může nabídnout poskytování datových center, cloudových služeb a robotických řešení včetně vlastní cloudové platformy a datových center; ty automatizují vývoj, nasazení, provoz a monitorování softwarových aplikací a robotů.
Společnost IBA GROUP vyvinula řadu softwarových aplikací a řešení. Na základě dlouhodobé spolupráce se společností VISA vytvořila vlastní mobilní řešení.

### tapXphone
TapXphone je řešení pro digitálních platby bez nutnosti hardwaru, které promění jakýkoli smartphone typu Android s podporou NFC na platební terminál. Díky tapXphone mohou malé a střední podniky a samostatní podnikatelé nebo živnostníci přijímat bezkontaktní platby prostřednictvím karet Visa, MasterCard nebo jiných platebních schémat. Řešení od společnosti IBA GROUP je založeno na technologii VISA Tap to Phone a je kompatibilní s PCI CpoC, má také certifikaci pro Visa a MasterCard.
IBA GROUP implementovala tapXphone na Ukrajině, v Kazachstánu, Moldavsku, Slovensku, Lotyšsku, Litvě, Estonsku, Srbsku, Bulharsku, Ázerbájdžánu, Řecku a Kosovu.
V roce 2023 spustila IBA GROUP tapXphone také v Nigérii a Chorvatsku.